# بزرگراه میان‌ایالتی ۹۰
بزرگراه میان ایالتی ۹۰ (به انگلیسی: Interstate-90، مخفف:I-90) یکی از بزرگراه‌های میان ایالتی آمریکاست. که مسیر شرقی-غربی داشته و زیرمجموعه دارد. این بزرگراه، طولانی‌ترین بزرگراه آمریکاست.